# قشلاق ساری قوئی میکائیل
قشلاق ساری قوئی میکائیل آذروندمغانلو یک منطقهٔ مسکونی در ایران است که در دهستان قشلاق غربی واقع شده‌است. قشلاق ساری قوئی میکائیل آذروند مغانلو۱۳ نفر جمعیت دارد.